# William Diehl
William Diehl (4. prosinca 1924. – 24. studenog 2006.) bio je američki romanopisac i fotoreporter.

## Bigorafija
Diehl je imao pedeset godina i bio je već uspješan fotograf i novinar kad je odlučio promijeniti životni poziv. Dan nakon 50. rođendana počeo je svoj prvi roman, Sharky's Machine, prema kojem je napravljen film u režiji i glumi Burta Reynoldsa. Diehl je kasnije završio osam romana, uključujući i Primal Fear, koji je postao film istog naziva u kojem glumi Richard Gere i Edward Norton. Diehl umro u bolnici Emory University u Atlanti, Georgia, 24. studenog 2006., od aneurizme aorte. Stanovao je u Woodstocku, Georgia, u vrijeme njegove smrti za vrijeme rada na desetom romanu.